# Theages (Plato)

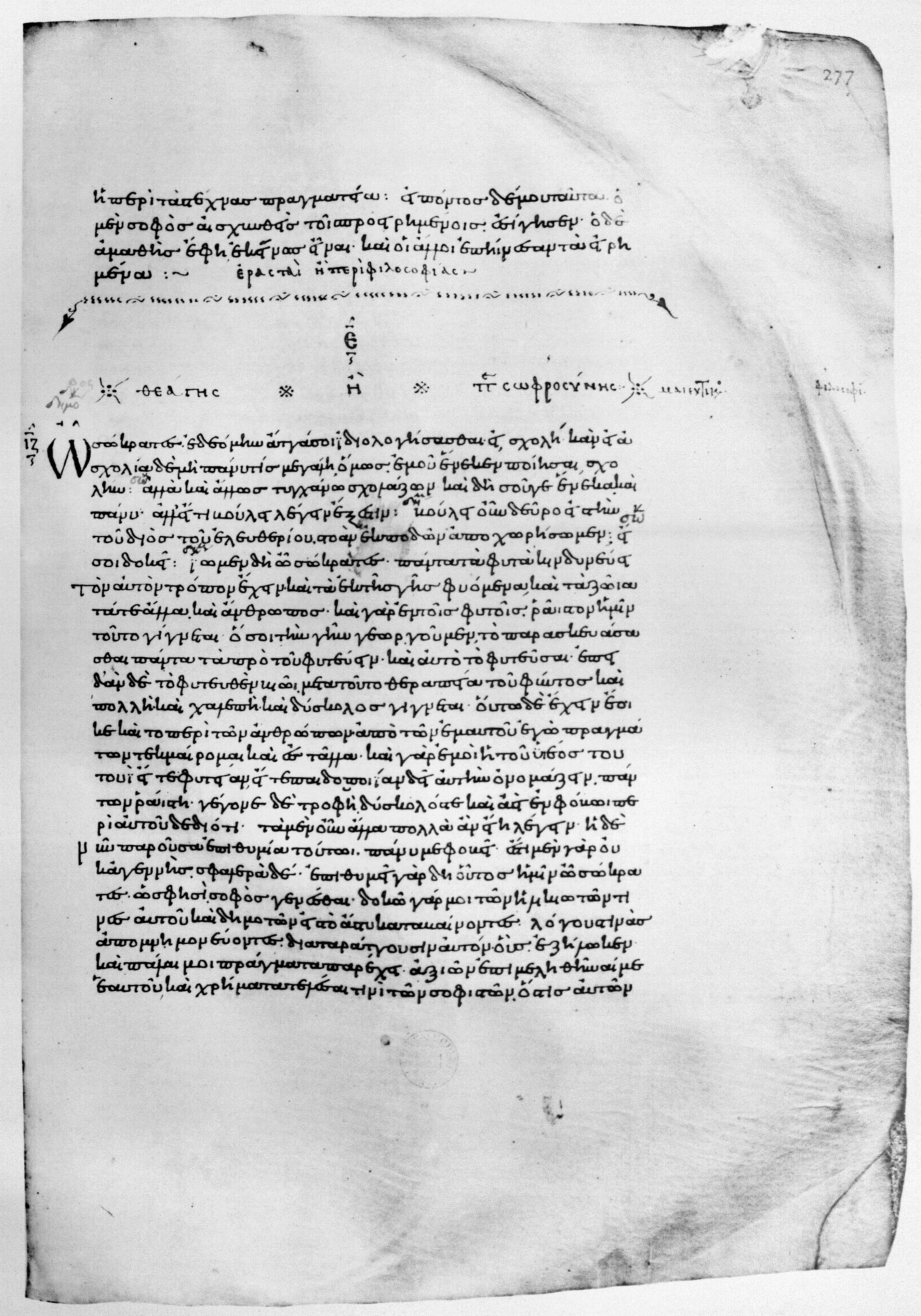
Het begin van de dialoog.

De Theagès is een op naam van Plato overgeleverd werk, waarvan over het algemeen wordt aangenomen dat het niet authentiek is, vanwege de vele ontleningen aan andere dialogen van Plato die het bevat, met name aan de Apologie van Socrates.

## Deelnemers aan het gesprek
Aan het woord zijn Dèmodokos, zijn zoon Theagès en Socrates.

## Inhoud
Dèmodokos zit in zijn maag met een probleem aangaande de opvoeding van zijn zoon, Theagès. Deze wil namelijk kundig worden, en daarom zijn beiden nu blij Socrates te treffen.
Kundig waarin? vraagt Socrates. In het besturen van mensen. En dan niet in het dirigeren van zingende mensen, of het zorgen voor zieke mensen, maar in het leiden van alle mensen, luidt het antwoord van Theagès. Dus je wilt een tiran worden, concludeert Socrates. Dan moeten we te weten komen wat hun specifieke kunde is, die jij zou moeten bezitten. Nee, niet als een tiran, zegt Theagès, wil ik heersen over mensen, maar heersen met hun goedvinden, zoals hier bijvoorbeeld Pericles dat deed. Dan kun je beter naar dat soort politici gaan, dan naar mij, vindt Socrates. Maar de praktijk wijst uit, dat die hun deskundigheid niet eens op hun eigen kinderen kunnen overdragen, laat staan op anderen, zo heeft Theagès horen zeggen. Maar dan begrijp ik dat je vader met jou in zijn maag zit, antwoordt Socrates. Kun je misschien niet het beste naar de Sofisten gaan, zij die beroepsmatig mensen hiervoor opleiden? Ik zelf weet nergens iets van, behalve van de liefde. Nee, komt Dèmodokos nu tussenbeide, ik wil dat hij bij jou blijft, zodat hij niet door anderen bedorven kan worden. Tja, zegt Socrates aarzelend, ik heb mijn daimonion, dat me altijd afraadt bepaalde zaken te doen, en die moet het er wel mee eens zijn, wil het een succes worden. Laten we het in ieder geval toch maar proberen, dringt Theagès aan.
Vooruit dan maar, besluit Socrates.
- Biblioteca Nacional de España: XX6198846
- Bibliothèque nationale de France: cb13736609m (data)
- Gemeinsame Normdatei: 4476231-8
- Library of Congress Control Number: nr00019491
- Nationale Bibliotheek van Israël: 987007371891005171
- Système universitaire de documentation: 060762101
- Virtual International Authority File: 182988854